# DHARMA Initiative

Логотип проєкту

DHARMA Initiative (скор. Від англ. Department of Heuristics And Research on Material Applications Initiative — Відділ евристики і досліджень по її практичному застосуванні) — вигадана наукова організація  серіалу «Загублені», науково-дослідний проєкт, офіційно займається вивченням шести наукових областей:  психологією,  парапсихологією,  метеорологією,  зоологією, електромагнетизмом, і дослідженнями сучасного суспільства. Згідно навчальному фільму третьої станції, проєкт був заснований в 1970 році. Засновниками проєкту були докторанти  Мічиганського університету — Карен і Джеральд Дегруті, а спонсорувати проєкт взявся збройовий магнат Алвар Гансо.

## Історія

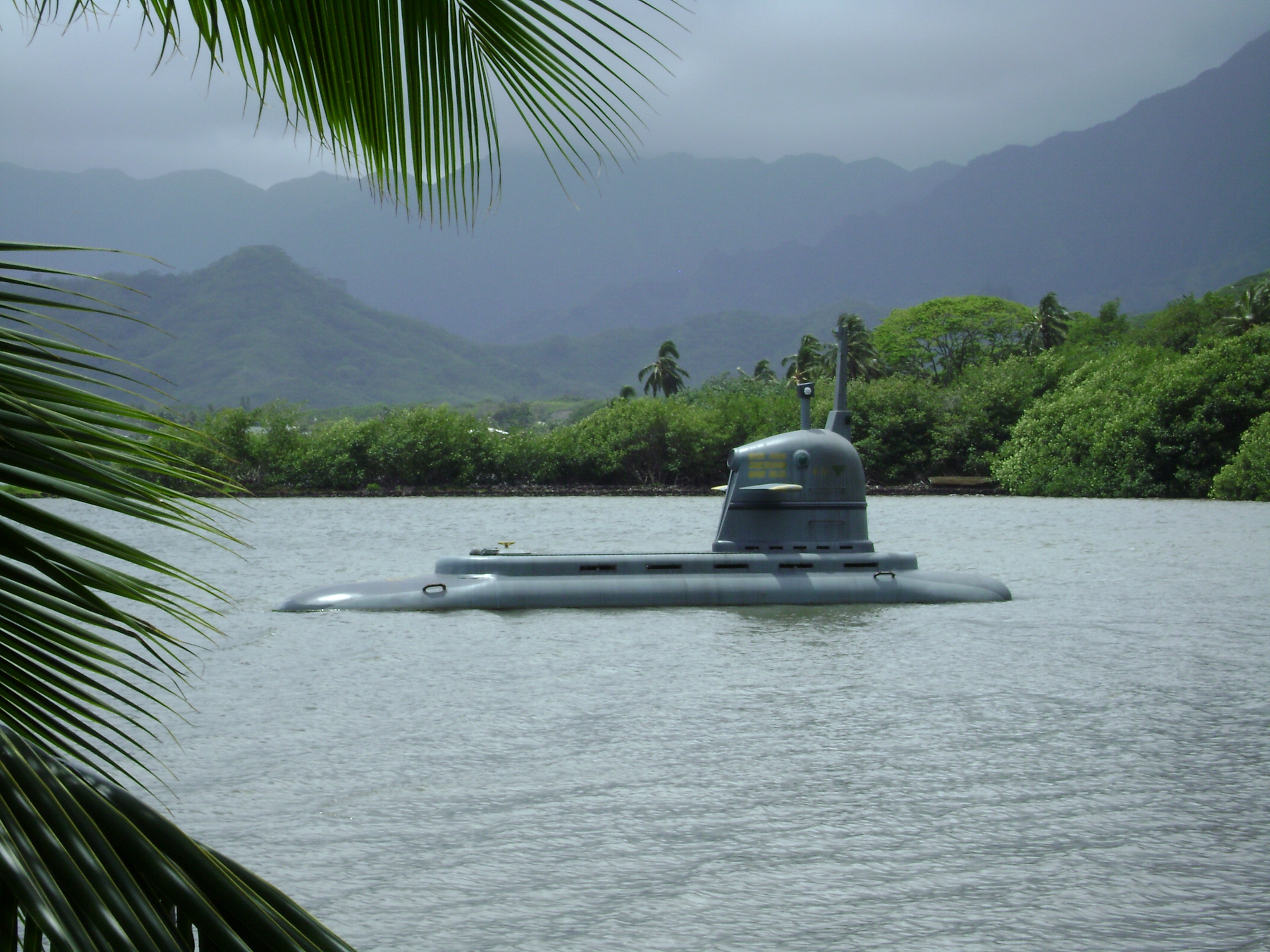
Підводний човен DHARMA Initiative

### В серіалі
У 1977 році стався інцидент. Під час буріння свердловини для побудови майбутньої станції «Лебідь» вчені натрапили на джерело електромагнітної енергії. Незважаючи на зашкалювання показників та датчиків, вчені продовжили буріння. Відбувся величезний викид енергії, що торкнувся весього острову. Надалі ці викиди повторювалися, і вченим довелося переобладнати станцію «Лебідь» для нейтралізації енергії, для чого необхідно було вводити числа «4 8 15 16 23 42» в комп'ютер кожні 108 хвилин (сума чисел, що вводяться). У 1987 році, «Фонд Гансо» припинив фінансування через відсутність результатів з приводу основної діяльності проєкту — зміни рівняння Валензетті, а через п'ять років, 19 грудня 1992 року, уродженці Острова, вони ж Інакші, вбили всіх співробітників проєкту «Дарма» газом (ймовірно зі станції «Буря») і захопили їх станції і технології.
Згідно серіалу, цифри означали номери кандидатів на заміну Джейкобу, у фінальному сезоні залишилися кандидати з цими номерами (4 — Джон, 8 — Герлі, 15 — Джеймс, 16 — Джарра, 23 — Шепард, 42 — Квон «Сун або Джин»).

### В грі The Lost Experience
Згідно грі, передумови для створення проєкту беруть свій початок з 1962 року, коли конфлікт між СРСР і США поставив світ на межу  ядерної війни. Після вирішення конфлікту, Рада Безпеки ООН всерйоз задумалась над техногенною проблемою суспільства, і замовила створення рівняння, яке точно вкаже дату, коли людство погубить себе в результаті своєї діяльності. Так, італійським математиком Ензо Валензетті було створено рівняння, що вказує дату « кінця Світу», будь то війни, епідемії, перенаселення. Ключові природні і людські фактори рівняння в чисельному вигляді виглядали так: «4 8 15 16 23 42».

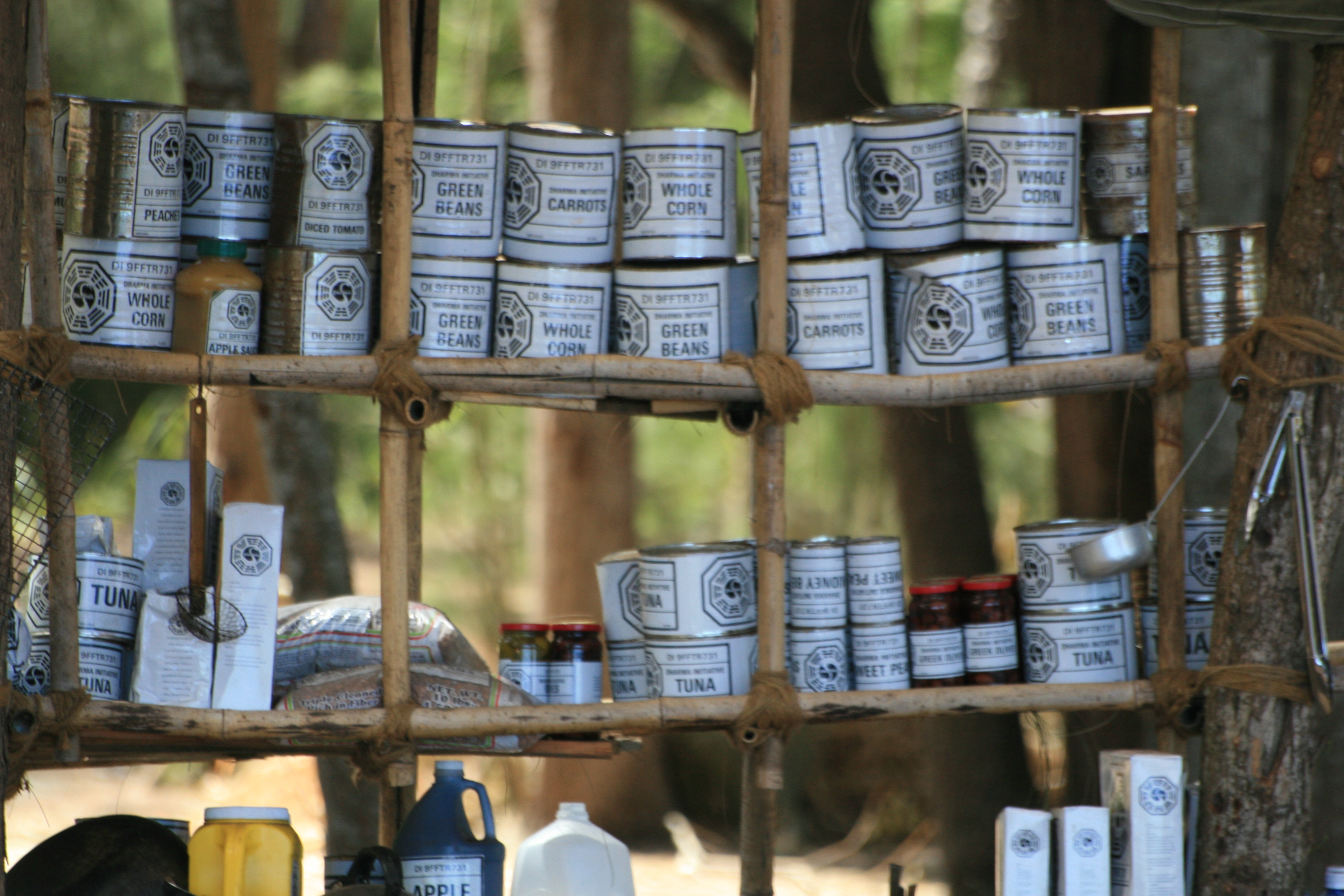
Їжа DHARMA Initiative

Рада Безпеки ООН скептично поставилась до цих чисел, але Альваро Гансо вони зацікавили всерйоз. Було вирішено, що якщо вміло керувати природою і соціальним суспільством, то можна змінити ключові значення рівняння (тобто змінити числа), тим самим, запобігши «Кінцю світу». Так і з'явився на світ проєкт «Дарма».
Центром досліджень був обраний острів в  Тихому океані — одне з небагатьох місць на Землі, що володіє надприродним, геоактивним, сприятливим впливом. Крім того острів повертається навколо своєї осі, а також переміщається в південній півкулі. На ньому були побудовані наукові і технічні станції з усіма необхідними засобами, включаючи ліки, їжу і все інше, що необхідно вченим для проживання на острові протягом довгого часу.
Однак, незважаючи на всі зусилля і маніпуляції навколишнім середовищем, числа неможливо було змінити, більш того вони поверталися на вихідне положення, приносячи проєкту одні лише невдачі.

## Логотип DHARMA Initiative
Логотип DHARMA Initiative заснований на старовинному  китайському символі Ба-Гуа (кит. «Вісім триграм», «вісім напрямків»). За допомогою нього намагалися висловити все різноманіття явищ природи і людського буття. У вченні Фен-Шуй Ба-Гуа використовується як амулет, що допомагає приймати сприятливі і своєчасні рішення, робити вибір. Безперервні лінії символізують чоловічий початок Ян, переривчасті — жіноче Інь. В оригінальному зображенні в центральному колі замість логотипу Дарми знаходиться символ Інь-Ян. На логотипі представлена трохи інша розстановка триграм (бічні елементи перевернуті) — таке накреслення теж допускається.

## Станції DHARMA
| Назва станції | Номер    | Перва поява на екрані       | Остання поява на екрані     | Вперше названо ім'я       | Призначення             | Статус                                                                                             |                              |
| ------------- | -------- | --------------------------- | --------------------------- | ------------------------- | ----------------------- | -------------------------------------------------------------------------------------------------- | ---------------------------- |
| «Гідра»       | 1        | «Повість про два міста»     | «Повість про два міста»     | «Новий лідер»             | «Повість про два міста» | Біологічні і генетичні досліди з тваринами.                                                        | покинута                     |
| «Стріла»      | 2        | «Всі ненавидять Г'юго»      | «Всі ненавидять Г'юго»      | «Інші 48 днів»            | «Під замком»            | Розробка оборонної стратегії і розвідка про корінних уродженців острова.                           | покинута                     |
| «Лебідь»      | 3        | «У серці джунглів»          | «Людина науки, людина віри» | «Деякі люблять холодніше» | «Орієнтація»            | Дослідження електромагнетизму. Після Інциденту — періодичне вивантаження електромагнітної енергії. | знищена                      |
| «Полум'я»     | 4        | «Ціна життя»                | «Введіть 77»                | «Намасте»                 | «Під замком»            | Станція зв'язку.                                                                                   | знищена                      |
| «Перлина»     | 5        | «?»                         | «?»                         | «Викриття»                | «?»                     | Психологічні експерименти, спостереження за іншими станціями.                                      | покинута                     |
| «Орхідея»     | 6        | «Довгоочікуване повернення» | «Довгоочікуване повернення» | «Змінними»                | конференція Comic-Con   | Вивчення простору-часу.                                                                            | покинута                     |
| «Ліхтар»      | невідомо | «Брехня»                    | «316»                       | «316»                     | «316»                   | Визначення місцезнаходження острова.                                                               | покинута                     |
| «Посох»       | невідомо | «Радість материнства»       | «Радість материнства»       | «Домашні радості»         | «Під замком»            | Медичні дослідження.                                                                               | напівактивна                 |
| «Дзеркало»    | невідомо | «Вибране»                   | «Вибране»                   | «В Задзеркаллі»           | «Вибране»               | Глушити сигнали з Острова.                                                                         | покинута, частково затоплена |
| «Буря»        | невідомо | «Інша жінка»                | «Інша жінка»                | «Інша жінка»              | «Інша жінка»            | Зберігання газу і енергопостачання (не встановлено).                                               | покинута                     |

### Станція «Гідра»
Станція «Гідра» (англ. The Hydra) знаходиться на невеликому острові, який розташований поруч з головним Островом. Являє собою велике скупчення будівель і підземних приміщень і на даний момент є найбільшою станцією зі знайдених. Початкове призначення станції — дослідження і досліди на тваринах. В одній з перших серій четвертого сезону  Шарлотта на розкопках в пустелі виявляє залишки  білого ведмедя з нашийником Дарми. Після падіння проєкту станція використовувалася як основне місце роботи Інакших, де вони проводили різні експерименти.

#### Надземна станція
Надземна частина станції Гідра має кілька зон. Мабуть, секретність не була тут пріоритетною метою. У цій частині розташовувалися клітки, де містилися  Соєр і  Кейт. За словами  Тома, тут проводили експерименти над білими ведмедями. Є ще одна клітка з менш міцного на вигляд матеріалу, де містився Карл; мабуть, тут знаходилися інші види тварин. На невеликій відстані від кліток знаходиться, мабуть, головна будівля. Його першою побачила Кейт — вона прокинулася після викрадення в одній з кімнат. У кімнаті перебувало безліч шафок і душовий блок. Саме тут знаходиться операційна, де  Джек оперував  Бена — з рентгенівським апаратом та іншим медичним обладнанням. Швидше за все — тут лікували і вивчали тварин. Недалеко від головної будівлі знаходиться каменоломня, де працювали Соєр і Кейт. За словами Інакших — тут повинна бути злітно-посадкова смуга. Також до наземної частини станції відноситься невелика будівля, яку охороняв Алдо. Тут знаходиться Кімната 23, де містився Карл. В цьому ж будинку Інакші утримували викраденого  Волта («Кімната 23 (мобізод)»). В комплекс будівель наземної частини входить лекційна кімната, яка ймовірно, використовувалася для загальних зборів. Тут судили  Джульєт за вбивство Денні Пікетта.

#### Підземна станція
У підземній частині знаходиться акваріум, де містився Джек. За словами Джульєт — тут раніше жили дельфіни і  акули. Тут також знаходиться люк, через який можна заповнити акваріум морською водою, і червона кнопка, що включає насосну систему. В акваріумі є інтерком, але Джульєт сказала, що він не працює. Однак Джек чув з нього голос свого батька, крики Соєра і суперечку між двома невідомими Інакшими про Карла і Алекс. Крім акваріума в підземній частині є кімната з моніторами, яку використовував Бен. Вона подібна до аналогічної на станції Перлина: 6 моніторів, які відображають живу картинку. Камера номер 1 показує хатину несправжнього Джейкоба.

### Станція «Стріла»
Коли станцію «Стріла» (англ. The Arrow) знайшли уцілілі пасажири з рейсу 815, вона була повністю порожня (за винятком одного сумнівного ящика), тому судити про її призначення дуже складно. Однак, виходячи з плану Кельвіна, можна припустити, що ця станція була чимось на зразок складу. Перша станція, побудована Дармой.
Цікаво, що на комбінезоні Горація Гудспіда був логотип «Стріли», а нижче спеціальність — «математик».
У першій серії п'ятого сезону нам дають крихту інформації — доктор Кендл, записуючи відеоролик, заявив, що станція номер два-«Стріла» займається розробкою оборонної стратегії і стеженням за корінними жителями острова.
У серії LaFleur Горацій Гудспід дає команду: «… повідомте на» Стрілу «- нехай викочують гаубиці …»

### Станція «Лебідь»
Станція «Лебідь» (англ. The Swan), також відома як Люк. Випадково виявлена Джоном Локком і  Буном в серії «У серці джунглів». Згідно з інструкцією «Лебідь» була лабораторією «де вчені могли працювати, щоб зрозуміти унікальні електромагнітні флуктуації, які виходять із цієї ділянки острова». Однак після Інциденту пішов протокол, в якому говориться, що двоє людей повинні позмінно натискати кнопку, вводячи числа в комп'ютер кожні 108 хвилин протягом 540 днів. Після цього на станцію прибувають інші працівники, щоб замінити поточних. В епізоді «Живемо разом, вмираємо на самоті» (Частина 1) Локк приймає рішення не натискати кнопку, думаючи, що це — просто психологічний експеримент. Як результат — вся станція починає трястися, і Дезмонд повертає ключ безпеки. Відбувається вибух, і на місці станції утворюється величезний кратер.

### Станція «Полум'я»
Станція «Полум'я» (англ. The Flame) була побудована DHARMA Initiative для зв'язку із зовнішнім світом. Її символіку і назву ми вперше бачимо зображеними на малюнку бронедвері. Відповідно за картою Дарми, знайденої  Саїдом, станція Полум'я розташована на північному сході від Казарм. Станція здійснювала зв'язок із зовнішнім світом, а також з іншими станціями проєкту. Можливо, з її допомогою можна було викликати вертоліт для поставки медикаментів та інших необхідних засобів.
Вона складається з трьох частин: житлове приміщення, свого роду склад і кімната з комп'ютерним обладнанням. Під килимом заховані двері на нижній секретний рівень, в якому містилися інструкції для проведення спеціальних операцій та експлуатаційні керівництва з управління станцією, а також додаткове сховище. Зовні будівлі розташовувався загін для корів, але найімовірніше він був знищений під час вибуху.
Станція була напхана вибухівкою C-4, захованною на нижньому рівні. Введення оператором спеціального коду «77» на комп'ютері станції у відповідь на питання «Проникли чи на станцію вороги?» Був сигналом для підриву всього комплексу. Локк виявив цей код, коли виграв у комп'ютера станції партію в шахи. Пізніше він ввів його, перш ніж покинути споруду, і пішов на зустріч з іншими в джунглях. В результаті станція вибухнула, і все, що розташовувалося поблизу, було знищено.

### Станція «Перлина»
Станція «Перлина» (англ. The Pearl), як пояснюється в відеоінструкції — призначена для цілодобового відеоспостереження за іншими станціями, причому всі спостереження необхідно записувати в зошит і відправляти по трубі пневматичної пошти в казарми. Насправді зошити не доставляються в казарми — труба закінчується десь на острові, а контейнери з зошитами звалюються в купу на галявині.
Також крім психологічних експериментів станція використовувалася для спостереження і координації роботи станцій проєкту «Дарма». На станції є касета з орієнтаційним фільмом «Дарми», комп'ютер як на станції «Лебідь», що фіксує введення цифрового коду, з підключеним до нього принтером для роздруківки логів, і працює туалет.
Вперше була виявлена Ніккі та Пауло на 24 день, коли вони шукали свій зниклий багаж, після чого була виявлена Локком і  Еко.

### Станція «Орхідея»
Станція «Орхідея» (англ. The Orchid) знаходиться глибоко під землею, в ній проводилися різні експерименти по переміщенню в часі. За основу дослідів були взяті експерименти і відкриття Гендріка Казимира. Станція побудована над камерою з «Колесом Часу» і «колосальному джерелі енергії».
У серії «Немає місця краще будинку» Бен і Локк проникли на цю станцію, щоб перемістити острів.
Зовнішня частина станції «Орхідея» є оранжереєю, ймовірно спорудженою, щоб приховати справжнє призначення станції. Оранжерея сильно зруйнована і заросла різними рослинами. У самій оранжереї є секретний важіль, який активує ліфт, ведучий під землю — на нижній (основний) рівень станції. Станція залягає досить глибоко. Від ліфта веде короткий коридор із суміжними кімнатами і великим приміщенням зі столами, електронікою, клітками для кроликів, телевізором і відеомагнитофоном. На станції є незвичайна камера з невідомого матеріалу з пневматичними дверима. Камера призначена для переміщення в часі.
Позаду стіни камери переміщення є тунель, що закінчується сходами. Вони ведуть в отвір, покритий льодом, а потім — в крижану печеру з ієрогліфами. Тут є маленький ліхтар і заморожене колесо. Воно, ймовірно, є пристроєм, яке переміщує Острів в часі / просторі і функціонує подібно системі аварійної ліквідації на станції «Лебідь» через електромагнітний викид. До будівлі «Орхідеї» доступ до печери з колесом для переміщення острова здійснювався через колодязь (серія «Острів смерті»).

### Станція «Ліхтар»
Станція «Ліхтар» (англ. The Lamp Post) знаходиться в Лос-Анджелесі, під будівлею церкви, де працює мати  Фарадея і знайома Бена — Елоїза Гоукінг . Призначена для того, щоб визначати координати острова, на комп'ютері «Apple II» виробляються обчислення майбутнього місцезнаходження Острова, який постійно переміщається в просторі.
Інтер'єр станції являє собою наступне: кругла кімната — основне приміщення станції з поставленими вздовж стіни комп'ютерами. На одній зі стін висить табло, де панелі з числами (дуже схожими на табло реєстрації прильотів-вильотів в аеропортах і на лічильник на станції «Лебідь») постійно змінюються, показуючи широту і довготу місця, де зараз знаходиться Острів. Посеред кімнати знаходиться карта південної півкулі Землі, а над нею — якийсь маятник (по всій видимості маятник Фуко), викреслюють амплітуди на карті.
Якщо вірити словам Елоїзи, то станція побудована над магнітним колодязем, а маятник споруджений невідомим генієм. Існують припущення, що цим генієм може виявитися або Джеральд ДеГрут, або Ензо Валензетті.

### Станція «Посох»
Станція «Посох» (англ. The Staff) призначена для надання медичної допомоги та проведення медичних досліджень. Інакші використовували її для лікування вагітних жінок.  Клер потрапила сюди, коли її викрав  Ітан. Після її втечі Інакші помістили все цінне обладнання в тайник і закрили станцію. Пізніше Клер знову потрапила на станцію разом з  Кейт і  Руссо. Джульєт приходила на станцію разом з  Сун, щоб провести тести на вагітність, а також коли Джеку знадобилася операція з видалення апендикса. На станції відсутні відеоінструктаж і комп'ютер.
На станції є рятувальний люк, що веде в невідомому напрямку.

### Станція «Дзеркало»
Станція «Дзеркало» (англ. The Looking Glass) блокувала всі сигнали, що надходять з острова до зовнішнього світу, щоб забезпечити секретність проєкту «DHARMA Initiative». Також під станцією є маяк, який посилає сигнали, за якими підводний човен проєкту міг знаходити острів, оскільки іншими шляхами знайти його практично неможливо. За словами Бенджаміна Лайнуса, маяк вийшов з ладу після розряду (поворот ключа Дезмондом), що не заважало станції «Дзеркало» продовжувати блокувати сигнали з острова і на нього. Пізніше, після падіння проєкту, Вороги — вони ж Інакші — використовували станцію з тією ж метою. Лідер Інакших — Бенджамін Лайнус — сказав своїм людям, що станція «Дзеркало» затоплена в результаті аварії. На станції знаходилися дві жінки — Бонні і Грета, доглядачка станції. На станції був двосторонній відеотермінал для зв'язку з проходячими судами, який згодом був знищений Чарлі, а приміщення, в якому він перебував, затоплено.

### Станція «Буря»
На станції «Буря» (англ. The Tempest) проводився контроль над викидом нервово-паралітичного газу і — за словами деяких персонажів (зокрема — Джульєт) — вироблення електроенергії. Цікава думка Фарадея, який, знаючи про станцію, питав про те, звідки Острів отримує енергію. Мабуть — на Острові є інше джерело електрики.
Станція складається з двох рівнів — верхнього, що включає вхід і головний коридор, що приводить до майданчика, і нижнього з комп'ютерною системою. В цілому в порівнянні з іншими станціями «Буря» виглядає чистою і відремонтованою. Вхід на станцію Буря закриває броньовані двері, далі йде коридор, схожий на аналогічний на станції «Посох», який призводить на майданчик. На стінах коридору розташовані лампи і гучномовці. На нижньому рівні розташовані два комп'ютери — один відображає інтерактивну блок-схему процесу активації / деактивації газу, інший, по видимому, служить для управління різними частинами хімічної реакції, включаючи команди з регулювання тиску і відкриття / закриття вентилів. На моніторі відображалися назви хімікатів: О-етил 2-діізопропіламіноетил і N, N-діізопропіл-2-аміноетан тиол. Ці речовини є основою для виготовлення нервово-паралітичного газу VX; він був заборонений конвенцією ООН в 1993 році, але був доступний для «Дарми» в 70-х. Видно, що комп'ютери неоднакові: один аналогічний комп'ютер на станції Лебідь, а інший — більш нова модель.
Станція була використана Інакшими проти співробітників «Дарми» в ході операції «Чистка». У четвертому сезоні одним із завдань «рятувальників» було саме відвідування станції «Буря». Одна з версій — з допомогою станції  Шарлотта хотіла випустити отруйний газ і отруїти цим газом всіх Інакших, або — Бена.
На даний момент станція не представляє небезпеки — Деніел Фарадей і Шарлотта Льюїс зробили газ інертним і не представляють небезпеки для мешканців Острова.

## Імовірно існуючі станції

### «Храм»
Номер — невідомий.
Статус — активна.
Завдання — робити людей Інакшими, лікувати Інакших.
Станція «Храм» викликає незворотні зміни в людській свідомості. За сюжетом серії «Острів Смерті», в 1988 році димовий монстр («Охоронна система») схопив Монтанда — одного з чоловіків-учасників французької експедиції — і затягнув всередину будівлі. Монтанд попросив витягнути його, і всі інші учасники — Роберт, Бреннан та Лакомб (крім Даніель Руссо) спустилися за ним.
Серія «Що сталося — те сталося» дає зрозуміти, що «Храм» не тільки робить людей Інакшими, але також і лікує Інакших. В кінці серії Річард Олперт заносить в «Храм» смертельно пораненого 12-річного Бена Лайнуса, попередивши Соєра і Кейт, що «якщо я заберу його, то він вже ніколи не буде колишнім, він завжди буде одним з нас».
Згадується як «найбезпечніше місце» на Острові, де сховалася частина Інакших під час подій 4-го сезону.

### «Двері»
Номер — невідомий.
Статус — невідомий.
Завдання — невідомо.
Будова, яку побачив Майкл, коли був схоплений Інакшими при спробі врятувати сина. Пізніше — коли в табір проник Саїд — там уже нікого не було, і тоді в числі іншого він заглянув і в цю «Дверь». Особливого призначення вона не несе.
Двері — назва металевих дверей з емблемою DHARMA Initiative в селі-приманці, яка була помічена в епізодах Три хвилини і живемо разом, вмираємо поодинці. Як правило — ця дверь розташовується під скелею. Коли Саїд відкрив її, він побачив, що за дверима немає нічого, крім самої скелі. Ймовірно — двері використовувалася для обману уцілілих, а також — самого Майкла. Справжня мета двері (навіть якщо за нею і існує станція) поки не відома. Є версія про ідею Дарми, як про породження Фен-Шуй, і відповідно з цією версією по дзеркалу Ба-Гуа станцій повинно бути вісім, а центральна — «Перлина», і означає «Двері» — це одна з підземних станцій, замурована після інциденту в 80-х роках. Друга версія — «Двері» якось пов'язана з «Орхідеєю».
Спочатку двері були помічені Майклом, коли його взяли в полон — тоді вона охоронялася двома Інакшими.

## Інші будови

### Селище
Місце на півночі острова, де жили вчені та учасники проєкту. З метою безпеки Селище оточенне звуковим бар'єром. Бар'єр можна вимкнути за допомогою коду, який постійно змінювався і видавався робочим. Бар'єр міг зупинити «Монстра» — «Людину у чорному», конкурента Джейкоба. Самі ж учасники користувалися підводним човном, який міг залишати острів, і підземними тунелями, провідними в інші частини острова.

### Pala Ferry
Невелика пристань на півночі острова, призначена для відчалювання від острова. Справа в тому, що за правилами проєкту не всі учасники повинні знати про існування казарм і про те, що в них існує причал, тому була побудована додаткова пристань поза казарм.

### Радіовежа
Знаходиться на півдні острова, служила для передачі ключових факторів рівнянь Валензетті до філії фонду Гансо. Зазвичай сигнал був однаковим: «4 8 15 16 23 42», але в разі, якби вдалося змінити одне з шести чисел, і послати нову форму, яка набула б рівняння Валензетті, то фонд Гансо дізнався б про успішне завершення місії проєкту. Але в 1988 році сигнал був повністю стертий француженкою Даніель Руссо і замінений її сигналом про допомогу, який працювали шістнадцять років. Його вимкнула сама Даніель в останній серії третього сезону «В Задзеркаллі».

## Члени DHARMA Initiative
- Джеральд і Карен ДеГруті — ця подружня пара є засновниками проєкту та доцентами університету Мічиган, статус невідомий.
- Алвар Гансо — живий, фінансист проєкту, якого зацікавила ідея його створення.
- П'єр Чан (Марвін Кендл, Марк Вікмунд, Едгар Галоуокс) — співробітник «Дарма Інішатів», людина з навчальних фільмів, в кожному з яких він представлявся різними іменами, батько Майлза.
- Стюарт Радзинський — в 1977 році працював в «Дарма Інішатів». У 1977 році працював на станції «Полум'я» його посада — Глава досліджень. Загинув вже після «Чистки», застрелився з дробовика, дата смерті невідома, працював на станції «Лебідь».
- Келвін Джо Інман — в 1992 році працював в «Дарма Інішатів». Загинув 22 вересня 2004 року від рук  Дезмонда, працював на станції «Лебідь»;
- Роджер Лайнус — в 1973—1992 роках працював в «Дарма Інішатів». Посада — різноробочий. Батько  Бенджаміна Лайнуса. Загинув під час Чистки 19 грудня 1992 року.
- Бенджамін Лайнус — в 197 (?) — 1992 роках працював в «Дарма Інішатів». Перейшов на бік уродженців і очолив товариство Інакших.
- Горацій Гудспід — в 1973—1992 роках працював в «Дарма Інішатів». Посада — математик. Загинув під час Чистки 19 грудня 1992 року.
- Олівія Гудспід — в 1973—1992 роках працювала в «Дарма Інішатів». Посада — вчителька. Загинула під час Чистки 19 грудня 1992 року.
- Базз — в 1992 році працював в «Дарма Інішатів». Загинув під час Чистки 19 грудня 1992 року.
- Філ — в 1977 році працював в «Дарма Інішатів» Охоронцем. Перебував у підпорядкуванні у Джеймса ЛаФльора. Загинув під час Інциденту.
- Джеррі — в 1977 році працював в «Дарма Інішатів» охоронцем. Перебував у підпорядкуванні у Джеймса ЛаФльора.
- Пол — в 1974 році працював в «Дарма Інішатів». Посада — начальник охорони. Вбитий Інакшими.
- ' Джеймс ЛаФльор (Соєр) — в 1974—1977 роках працював в «Дарма Інішатів». Посада — начальник охорони. (В результаті переміщення в часі).
- Джульєт Берк — в 1974—1977 роках працювала в «Дарма Інішатів» механіком на автобазі «Дарма». (В результаті переміщення в часі).
- Джин Квон — в 1974—1977 роках працював в «Дарма Інішатів» охоронцем. (В результаті переміщення в часі).
- Майлз Штром — в 1974—1977 роках працював в «Дарма Інішатів». Посада — охоронець. (В результаті переміщення в часі).
- Деніел Фарадей — в 1974—1977 роках працював в «Дарма Інішатів». Точна посада — фізик — був відправлений, як учений на дослідження в «ЕНН АРБОР», після чого був в групі станції «Лебідь». (В результаті переміщення в часі)
- Джек Шепард — в 1977 році працював в «Дарма Інішатів». Посада — різноробочий. (В результаті переміщення в часі)
- Кейт Остін — в 1977 році працювала в «Дарма Інішатів». Посада — механік на автобазі «Дарма». (В результаті переміщення в часі)
- Г'юго Реєс — в 1977 році працював в «Дарма Інішатів». Посада — шеф-кухар. (В результаті переміщення в часі)
- Ронні — в 1977 році був рекуртом «Дарма Інішатів». Посада — різноробочий. Прибув разом з іншими новобранцями в 1977 році.
- Емі — в 1974—1977 роках працювала в «Дарма Інішатів».
- Олдем — в 1977 році працював в «Дарма Інішатів». Посада — дізнавач.
- Розі — в 1977 році працювала в «Дарма Інішатів». Посада — медсестра. Працювала на станції «Дзеркало».
- Том — в 1977 році працював в «Дарма Інішатів». Посада — механік на автобазі «Дарма».
- Безіменний Лікар — в 1977 році працював в «Дарма Інішатів». Посада — доктор.
- Реймонд — в 1977 році був рекрутом в «Дарма Інішатів». Посада — картограф. Прибув разом з іншими новобранцями в 1977 році.
- Ентоні — в 1977 році був рекрутом в «Дарма Інішатів». Посада — охоронець. Прибув разом з іншими новобранцями в 1977 році.
- Елмер — в 1977 році працював в «Дарма Інішатів». Посада — інженер.
- Ерін — в 1977 році працювала в «Дарма Інішатів».
- Клів — в 1977 році працював в «Дарма Інішатів».
- Крейг — в 1977 році працював в «Дарма Інішатів».
- Білл — в 1977 році працював в «Дарма Інішатів».
- Кікер — в 1977 році працював в «Дарма Інішатів». Був режисером орієнтаційної відео для 2 станції.
- Опал — в 1973 році працювала в «Дарма Інішатів». Посада — медсестра.
- Кейсі — в 1973 році працювала в «Дарма Інішатів». Посада — гемологіст.
- Майк — в 1973 році працював в «Дарма Інішатів». Посада — технік. Працював на станції 5 — «Перлина».
- Мітч- в 1977 році працював в «Дарма Інішатів». Працював на причалі. Супроводжував Соєра і Джульєт до підводного човна.
- Джун — в 1973 році працювала в «Дарма Інішатів». Посада — технік. Зустрічала Роджера і Бена Лайнуса.
- Ерік — в 1977 році працював в «Дарма Інішатів». Посада — робочий (працював на будівництві «Орхідеї»)
- Тоні — в 1977 році працював в «Дарма Інішатів». Посада — диспетчер (працював на будівництві «Орхідеї»)
- Доріс — в 1973 році працював в «Дарма Інішатів».